# Deganit Berestová
Deganit Berestová (nepřechýleně Deganit Berest; * 1949 Petach Tikva) je izraelská fotografka a umělkyně. Je průkopníkem umělecké fotografie v období 80. let 20. století. Podobně jako on se velká část umělců vrátila ze studia fotografie ve Spojených státech, mezi nimi byli také Oded Yedaya, Jig'al Šem Tov, Simcha Shirman, Avi Ganor a další.

## Životopis
Berestová je konceptuální umělkyně, která využívá procesy rozebírání, promítání a zvětšování, aby proměnila všední věci v něco úžasného a zvláštního. Proslavila se především svými obrazy David a já (1973–1974) a Piano Line (1986–1987).
Berestová získala Sandbergovu ceny v roce 1993, Dizengoffovu cenu v roce 2007 a Rappaportovu cenu pro etablovaného izraelského umělce v roce 2012.